# 赫默斯塔德冰原島峰
71°40′S 8°26′E / 71.667°S 8.433°E
赫默斯塔德冰原島峰（德語：Hemmestadskjera），是南極洲的冰原島峰，位於毛德皇后地的阿斯特里德公主海岸，由20座島峰組成，屬於德里加爾斯基山脈的一部分，長約13公里，根據德國探險隊拍攝的空中照片，現時由南極條約體系管理。